# (35894) 1999 JF83
1999 JF83 (asteroide 35894) é um asteroide da cintura principal. Possui uma excentricidade de 0.17806420 e uma inclinação de 13.58790º.
Este asteroide foi descoberto no dia 12 de maio de 1999 por LINEAR em Socorro.